# HŽ serija 2042
HŽ serija 2042 (nadimak Đuran) serija je dizelsko-električnih lokomotiva Hrvatskih željeznica namijenjena za vuču lakših teretnih i putničkih vlakova, te za teško manevriranje. Izgradnja je počela sredinom 1967. godine u kooperaciji tvornice "Đuro Đaković" i francuske tvornice "Brissonneau et Lotz". Po konstrukciji, te lokomotive se ne razlikuju od dizelsko-električnih lokomotiva serije 2041, osim što je u njih ugrađen Dieselov motor jači za 100 KS.
Lokomotive ove serije su četveroosovinske s pojedinačnim osovinskim pogonom i osovinskim rasporedom Bo'Bo'. Građene su za najveću voznu brzinu od 80 km/h. Opremljene su motorom od dvanaest cilindara u V rasporedu. Prijenosnik snage je električni. U svakome okretnom postolju smještena su po dva vučna motora. 
Lokomotive podserije 2042-100 nastale su rekonstrukcijom lokomotive serije 2041, a u njih je ugrađen Dieselov motor Pielstick s osam cilindara u V rasporedu i turbokompresorom, snage 1020 KS. Na izlasku iz glavnoga generatora iskorištava se snaga od 600 kW (prijašnja snaga iznosila je 510 kW).

## Tehnički podaci
- Graditelj: "Đuro Đaković" i "Brissonneau et Lotz"
- Raspored osovina: Bo'Bo'

Serija 000
- Godina gradnje: 1967.
- Tip dizelskog motora: MGO V12 ASHR
- Snaga lokomotive: 680 kW
- Vrsta prijenosa: električni
- Duljina preko odbojnika: 14,7
- Masa: 60,5 tona
- Maksimalna brzina: 80 km/h

Serija 100
- Godina gradnje: 1962-1965.
- Tip dizelskog motora: PIELSTICK 8PA4 V185 VGG
- Snaga lokomotive: 750 kW
- Vrsta prijenosa: električni
- Duljina preko odbojnika: 14,7
- Masa: 61,5 tona
- Maksimalna brzina: 80 km/h

## Poveznica
- HŽ serija 2041